# St. Louis Simpkins-Ford
El St. Louis Simpkins-Ford fue un equipo de fútbol de los Estados Unidos que jugó en la National Challenge Cup, el torneo de copa de fútbol más importante del país.

## Historia
Fue fundado en el año 1947 en la ciudad de St. Louis, Missouri como St. Louis Cleaners hasta que la empresa automotriz Joe Simpkins Ford Auto adquiriera al club y al año siguiente ingresaron a la St. Louis Major League y para competir en la liga se armaron con los mejores jugadores de la ciudad, aunque el equipo en la liga se cayó en ese año, fueron campeones de la National Challenge Cup al vencer en la final 3-2 al Brookhattan de la American Soccer League.Estados Unidos 1948
En 1950 ganaron la liga y la National Challenge Cup por segunda vez venciendo en la final al Fall River Ponta Delgada por 3-1 en el marcador global y para redondear el año, cinco de sus jugadores fueron convocados para jugar con Estados Unidos en la copa Mundial de Fútbol de 1950 en Brasil.
La St. Louis Major League fue disuelta en 1952 luego de que su estadio fuera vendido se mudaron a la Liga Municipal para la temporada de 1954, mismo año en el que alcanzaron nuevamente la final de la National Challenge Cup, peridoendo en esta ocasión con el Pittsburgh Beadling por 6-7 en el marcados global. Ese año abandonan la Liga Municipal para afiliarse a la Khoury League, creada por George Khoury.
El club es campeón en su primera temporada ganando sus 13 partidos y llegaron a las semifinales de la National Challenge Cup. El club vuelve a ganar la liga al año siguiente, desapareciendo al finalizar la temporada.

## Palmarés
- St. Louis Majr League: 1

1950
- Khoury League: 2

1955, 1956
- National Challenge Cup: 2

1948, 1950

## Temporadas
| Año       | Record | Liga                 | Copa Aficionada | National Cup |
| --------- | ------ | -------------------- | --------------- | ------------ |
| 1947-1948 | 4-5-3  | 3.º                  |                 | Campeón      |
| 1948-1949 | 10-6-6 | 2.º                  |                 | Abandonó     |
| 1949-1950 |        | Campeón              |                 | Campeón      |
| 1950-1951 | 10-9-4 | 2.º                  |                 |              |
| 1951-1952 | 12-6-4 | 2.º                  |                 |              |
| 1952-1953 | 6-8-2  | 3.º                  |                 |              |
| 1954      | 11-0-1 | 1.º – South Division | Final           |              |
| 1955      | 13-0-0 | Campeón              |                 | Semifinales  |
| 1956      |        | Campeón              |                 |              |

## Jugadores

### Jugadores destacados
| - Robert Annis - Gino Pariani | - Charlie Colombo - Frank Borghi | - Frank Wallace |